# Associazione Sportiva Melfi 2013-2014
Questa pagina raccoglie le informazioni riguardanti l'Associazione Sportiva Melfi nelle competizioni ufficiali della stagione 2013-2014.

## Rosa
| N. |                    | Ruolo | Calciatore          |
| -- | ------------------ | ----- | ------------------- |
|    | Italia (bandiera)  | D     | Ciro Amelio         |
|    | Italia (bandiera)  | D     | Federico Annoni     |
|    | Italia (bandiera)  | C     | Luciano Arzeo       |
|    | Italia (bandiera)  | D     | Roberto Cardinale   |
|    | Italia (bandiera)  | C     | Antonio Cardore     |
|    | Italia (bandiera)  | A     | Pietro Cascone      |
|    | Italia (bandiera)  | C     | Marco Cuomo         |
|    | Albania (bandiera) | D     | Kastriot Dermaku    |
|    | Italia (bandiera)  | D     | Pasqualino Esposito |
|    | Italia (bandiera)  | P     | Daniele Giordano    |
|    | Italia (bandiera)  | A     | Tommaso Marolda     |
|    | Italia (bandiera)  | D     | Mauro Marotta       |
|    | Italia (bandiera)  | D     | Andrea Montenegro   |

| N. |                    | Ruolo | Calciatore          |
| -- | ------------------ | ----- | ------------------- |
|    | Italia (bandiera)  | C     | Nicola Muratore     |
|    | Italia (bandiera)  | C     | Carmine Muro        |
|    | Italia (bandiera)  | A     | Samuele Neglia      |
|    | Brasile (bandiera) | A     | Sergio Cruz Pereira |
|    | Italia (bandiera)  | P     | Pietro Perina       |
|    | Italia (bandiera)  | D     | Paride Pinna        |
|    | Italia (bandiera)  | A     | Giovanni Ricciardo  |
|    | Italia (bandiera)  | C     | Alessandro Rinaldi  |
|    | Italia (bandiera)  | C     | Giorgio Russo       |
|    | Italia (bandiera)  | C     | Alessandro Scialpi  |
|    | Italia (bandiera)  | A     | Simone Simeri       |
|    | Italia (bandiera)  | A     | Loris Tortori       |